# Andrew Yang
Andrew Yang (* 13. ledna 1975, Schenectady, New York, USA) je americký podnikatel, zakladatel organizace Venture for America a jeden z kandidátů v demokratických primárkach v prezidentských volbách v roce 2020. 
V roce 2021 skončil čtvrtý v primárkách demokratů pro volby na starostu New Yorku, které byly vedeny metodou preferenčního hlasování. V minulosti téměř 20 let pracoval ve start-upech a mladých firmách jako zakladatel či výkonný ředitel. V roce 2015 byl Barackem Obamou jmenován velvyslancem pro globální podnikání.
Yang je autorem knih Inteligentní lidé by měli budovat a Válka s normálními lidmi zabývající se automatizací práce. Yang jako svůj hlavní cíl prosazuje zavedení základního nepodmíněného příjmu pro každého dospělého Američana staršího 18 let. Agendu chápe jako součást filosofie „kapitalismu soustředěného na člověka“ (Human-centered capitalism).